# Anyangues
Els anyangues (o ginyangues o agnagans) són els membres d'un grup ètnic guang que viuen a la regió Central, al centre de Togo. Hi ha entre 12.500 i 16.400 anyangues. El seu codi ètnic és NAB59b i el seu ID és 10361. La llengua materna dels anyangues és el ginyanga.

## Situació geogràfica i pobles veïns
El territori dels anyangues està situat a l'oest i al sud de la ciutat de Blitta, a la prefectura homònima a la regió Central de Togo.
Segons el mapa lingüístic de Togo de l'ethnologue, el territori anyanga està situat al nord de la meitat meridional de Togo. Els anyangues fan frontera amb els adeles a l'oest; amb el territori dels kabiyès, dels nawdms, dels lames i dels tems al nord, al sud i a l'oest; i amb el territori dels kpessis, al sud-est.

## Llengua
La llengua materna dels anyangues és el ginyanga. A més a més, els anyangues també parlen ewe, francès, gen  i tem.

## Religió
El 70% dels anyangues creuen en religions africanes tradicionals i el 30% són cristians. D'aquests, el 70% són catòlics, el 20% són protestants i el 10% pertanyen a esglésies independents. Segons el joshuaproject, el 4% dels anyangues cristians segueixen el moviment evangèlic.